# Sigfried Giedion
Sigfried Giedion (de vegades escrit Siegfried) (Praga, 14 d'abril de 1888 - Zúric, 10 d'abril de 1968), va ser un historiador suís de l'arquitectura.

## Biografia
Sigfried Giedion va ser alumne de Heinrich Wölfflin a Múnic. Va ensenyar en la Universitat de Zúric, en el Massachusetts Institute of Technology i en la Universitat Harvard. Va ser el primer Secretari General del Congrés International d'Architecture Moderne.
El 1928 es va incorporar al grup de la iniciativa del Werkbundsiedlung Neubühl, a la comissió de la qual directiva va pertànyer fins a 1939. Va escriure una sèrie d'importants articles referent a això, que van tenir difusió en tot el món. Amb Espai, temps i arquitectura va compilar una història canònica de l'arquitectura moderna; amb La mecanització pren el comandament, llibre difós en anglès, francès i castellà, va inaugurar un nou gènere historiogràfic sobre la tècnica.
Es va casar amb Carola Giedion-Welcker, qui va crear un cercle d'artistes d'avantguarda a Suïssa, entre els quals es comptava l'arquitecte holandès Aldo van Eyck. La seua filla Verena es va casar amb l'arquitecte Paffard Keatinge-Clay.

## Obres
- Spätbarocker und romantischer Klassizismus, 1922
- Befreites Wohnen, Zúrich, Orell Füssli, 1929
- Space, Time & Architecture: the growth of a new tradition, 1941. Tr: Espacio, tiempo y arquitectura: el futuro de una nueva tradición, Barcelona, Reverté, 2009 ISBN 978-84-291-2117-9
- Mechanization Takes Command, 1948. Tr: La mecanización toma el mando, Barcelona, Gustavo Gili, 1978, ISBN 978-84-252-0720-4
- The Eternal Present, 1964. Tr: El presente eterno, 1 : los comienzos del arte, Alianza, 2003 ISBN 978-84-206-7016-4; 2. Los comienzos de la arquitectura ISBN 978-84-206-7022-5
- Architektur und das Phänomen des Wandels: Die 3 Raumkonzeptionen in d. Architektur, Tubinga, Wasmuth, 1969. Tr: La arquitectura, fenómeno de transición, Gustavo Gili, 1975.
- Bauen in Frankreich, Bauen in Eisen, Bauen in Eisenbeton, Berlín, Gebr. Mann, 2000.
- Escritos escogidos, Colegio Oficial de Aparejadores y Arquitectos Técnicos de Murcia, 1997, ISBN 978-84-920177-9-9